# MTV Unplugged
Pour les articles homonymes, voir MTV Unplugged (homonymie).
MTV Unplugged est une émission de télévision musicale de la chaîne américaine MTV montrant des artistes populaires donnant des concerts dits « unplugged » (« débranchés »), c'est-à-dire sans instruments électriques (donnés avec des instruments « acoustiques »).

## Historique
La première session célèbre est celle de Bon Jovi en 1989. Celle de Nirvana en 1993, est également très célèbre avec ses morceaux peu connus de Nirvana, Meat Puppets et David Bowie, le concert se termine avec une reprise d'un vieil air folk américain : Where Did You Sleep Last Night. Leur reprise de The Man Who Sold the World est d'ailleurs la vidéo de la série des MTV Unplugged la plus vue sur YouTube.
En 1992, Eric Clapton enregistre également un CD Live qui lui rapportera notamment les récompenses album et meilleur chanteur de l'année. L'album comprend la célèbre version acoustique de Layla.
En 1995, le groupe de hard rock Kiss joue pour MTV Unplugged, ce qui représente pour les fans un concert historique avec la réunion des anciens musiciens. La réaction est tellement positive que le groupe original se reforme en 1996, pour la première fois depuis 1979. Il en ira de même pour Led Zeppelin en 1994 avec la session Unledded réunissant Jimmy Page et Robert Plant.
En 1996, le groupe Alice in Chains avec son chanteur Layne Staley visiblement en mauvaise santé à cause de sa dépendance à l’héroïne, offre malgré tout un concert de qualité. Cette même année, Noel Gallagher, le leader d'Oasis, livre une prestation soignée, malgré l'absence de Liam, son frère et habituel chanteur du groupe.
MTV fait revivre l’émission pour Alicia Keys en septembre 2005. C’est le premier concert acoustique pour elle, ainsi que pour MTV depuis trois ans. On note comme invités spéciaux Mos Def, Common et Damian Marley.En 2006, l'artiste porto ricain, Ricky Martin se produit aussi à Miami.
En 2013, les Allemands de Scorpions s'essayent aussi à l’exercice (et ce malgré leur album Acoustica). Pour la première fois le MTV Unplugged est enregistré à ciel ouvert, en Grèce, sur trois jours (11, 12 et 14 septembre 2013). L'occasion d'entendre plusieurs vieux titres issus du répertoire du groupe tel que Born To Touch Your Feeling ainsi que quatre nouvelles compositions : Dancing With The Moonlight, Love Is The Answer, Follow Your Heart, Rock N’ Roll Band.
On appelle également « MTV Unplugged » les albums enregistrés pendant l'émission.

## Groupes et artistes ayant joué dans cette émission
- A-ha : Summer Solstice (album 2017)
- Aerosmith
- Alanis Morissette : Alanis Morissette MTV Unplugged
- Alejandro Sanz
- Alice in Chains : Unplugged
- Alicia Keys : Unplugged
- Allman Brothers Band
- Annie Lennox
- Arrested Development
- BabyFace
- Bastille
- Biffy Clyro
- Björk
- Black Crowes
- Blackstreet
- Blur
- Bob Dylan : MTV Unplugged
- Bon Jovi
- Boyz II Men
- Bruce Springsteen : In Concert/MTV Plugged
- Bryan Adams
- Bts : Mtv unplugged : bts
- Café Tacuba
- Cássia Eller
- Chage and Aska
- Charly García
- Chris Isaak
- CN Blue
- Colbie Caillat
- The Corrs : The Corrs Unplugged
- The Cranberries
- Cro
- Crowded House
- The Cure
- Dashboard Confessional
- Denis Leary
- Die Ärzte
- Die Fantastischen Vier
- Die Toten Hosen
- Diego Torres
- Duran Duran
- The Eagles : Hell Freezes Over
- Elton John
- Eric Clapton : Unplugged
- Fiona Apple
- Florence And The Machine
- Gentleman
- George Michael
- Herbert Grönemeyer
- Hitomi Yaida
- Hole
- Jay-Z avec The Roots : Jay-Z MTV Unplugged
- Jewel
- Page & Plant
- Jodeci
- Joe Cocker
- Joe Satriani
- John Mellencamp
- Juanes
- Julieta Venegas
- k.d. lang
- Katy Perry
- Kiss : Kiss Unplugged
- KoЯn : MTV Unplugged: Korn
- La Ley
- Lauryn Hill : MTV Unplugged No. 2.0
- Lenny Kravitz
- Lil Wayne
- Live
- LL Cool J
- Los Tres
- Lykke Li
- Maná : Maná MTV Unplugged
- Mando Diao
- Mariah Carey : "MTV Unplugged (EP de Mariah Carey)"
- Mary J. Blige
- Max Raabe & Palast Orchester (en)
- Maxwell
- Metallica
- Midnight Oil
- Miley Cyrus
- Neil Young
- Nirvana : MTV Unplugged in New York
- Noel Gallagher
- Oasis
- Paramore
- Paul Simon
- Paul McCartney : Unplugged (The Official Bootleg)
- Pearl Jam
- Phil Collins
- Phoenix
- Placebo
- Prince
- Queens of the Stone Age
- Queensrÿche
- R.E.M.
- Radiohead
- Ratt
- Ricky Martin
- Rod Stewart avec Ron Wood
- Roxette
- Seal
- Seether
- Shakira : MTV Unplugged
- Shawn Mendes
- Sheryl Crow
- Sick Puppies
- Soul Asylum
- Staind
- Stevie Ray Vaughan
- Sting
- Stone Temple Pilots
- Stress (rappeur)
- Tash Sultana
- 10,000 Maniacs
- Thirty Seconds to Mars
- Tomoya Nagase
- Tony Bennett
- Tori Amos
- Twenty One Pilots
- Zoé